# Бушар VI де Вандом
Бушар VI (фр. Bouchard VI de Vendôme; ум. 1354) — граф Вандома и сеньор Кастра с 1315 года из рода Монтуар. Сын Жана V и Элеоноры де Монфор.
В 1320 году продал королю Филиппу V своё право чеканить монету.
В 1329 году при посредничестве короля заключил соглашение с графом Блуа Ги де Шатильоном об упорядочении общей границы. Путём обмена территорий были ликвидированы эксклавы (при временном сохранении на этих землях прежних законов).
Участвовал в Столетней войне в войсках принца Жана — будущего короля Иоанна II.
В 1348 году купил у Пьера де Лотрек, сеньора де Монтредон часть виконтства Лотрек, которую присоединил к сеньории Кастр.
В правление Бушара VI в Кастре была основана епископская кафедра (1317).

## Семья
Жена — Аликс Бретонская (ум. 1377), дочь Артура II, герцога Бретани, и Иоланды де Дрё. Дети:
- Жан VI, граф де Вандом
- Пьер
- Симон
- Бушар де Вандом, сеньор де Фёйле
- Элеонора, жена Роже Бернара, графа де Перигор
- Жанна, жена Рено, сеньора де Бретанкур, и Ги де Шевиньи, сеньора де Шатору.